# Bifenthrine
La bifenthrine  est une substance active de produit phytosanitaire (ou produit phytopharmaceutique, ou pesticide), qui présente un effet insecticide et acaricide, et qui appartient à la famille chimique des Pyréthrinoïdes de synthèse.

## Réglementation
Sur le plan de la réglementation des produits phytopharmaceutiques :
- pour l’Union européenne : Décision no 2009/887/CE du 30/11/09 décide la non-inscription de la bifenthrine à l'annexe I de la directive 91/414/CEE. Les produits phytopharmaceutiques contenant cette substance devront être retirés du marché.
- pour la France : cette substance active est interdite dans la composition de préparations biocides TP18 à partir du 1er novembre 2013[3].

## Caractéristiques physico-chimiques
Les caractéristiques physico-chimiques dont l'ordre de grandeur est indiqué ci-après, influencent les risques de transfert de cette substance active vers les eaux, et le risque de pollution des eaux :
- Hydrolyse à pH 7 : très stable,
- Coefficient de partage carbone organique-eau : 50 000 cm3·g-1. Ce paramètre, noté Koc, représente le potentiel de rétention de cette substance active sur la matière organique du sol. La mobilité de la matière active est réduite par son adsorption sur les particules du sol.
- Durée de demi-vie : 26 jours. Ce paramètre, noté DT50, représente le potentiel de dégradation de cette substance active, et sa vitesse de dégradation dans le sol.
- Coefficient de partage octanol-eau : > 6. Ce paramètre, noté log Kow ou log P, mesure l’hydrophilie (valeurs faibles) ou la lipophilie (valeurs fortes) de la substance active.

## Écotoxicologie
Sur le plan de l’écotoxicologie, les concentrations létales 50 (CL50) dont l'ordre de grandeur est indiqué ci-après, sont observées :
- CL50 sur poissons : 2×10-4 mg·L-1,
- CL50 sur daphnies : 2×10-4 mg·L-1,
- CL50 sur algues : > 10 mg·L-1,
- CL50 sur rats : 50 mg·kg-1.

Rôle de la température :

Une étude de toxicité sur les fourmis a montré que la mortalité de ce produit augmentait (pour les fourmis) à 27-29 °C (par rapport à 21-23 °C). Ce phénomène de toxicité aggravée par la chaleur n'a été constaté que pour la bifenthrine, et non pour les autres traitements fait lors de ce test (et le groupe témoin n'a pas réagi au réchauffement du milieu à 27-29 °C ). Le transfert horizontal de toxicité semble également bien moindre pour la bifenthrine que pour le fipronil ou la β-cyfluthrine.

## Cancérogène probable
La bifenthrine est classée comme cancérogène probable.

## Toxicité pour l’homme
Sur le plan de la toxicité pour l’Homme, la dose journalière acceptable (DJA) est de l’ordre de : 0,015 mg·kg-1·j-1.